# Meidoornschorsbekertje
Het geel schorsbekertje (Pezicula sepium, synoniem:  Pezicula crataegicola) is een schimmel behorend tot de familie Dermateaceae. Het leeft saprotroof (?) op takken van meidoorn (Crataegus).

## Verspreiding
In Nederland komt het uiterst zeldzaam voor. Het staat niet op de rode lijst en is niet bedreigd.